# Nebamon
Nebamon (... – XVIII dinastia) è stato un nobile, funzionario e scriba egizio, vissuto sotto il regno di Thutmose IV e Amenofi III.

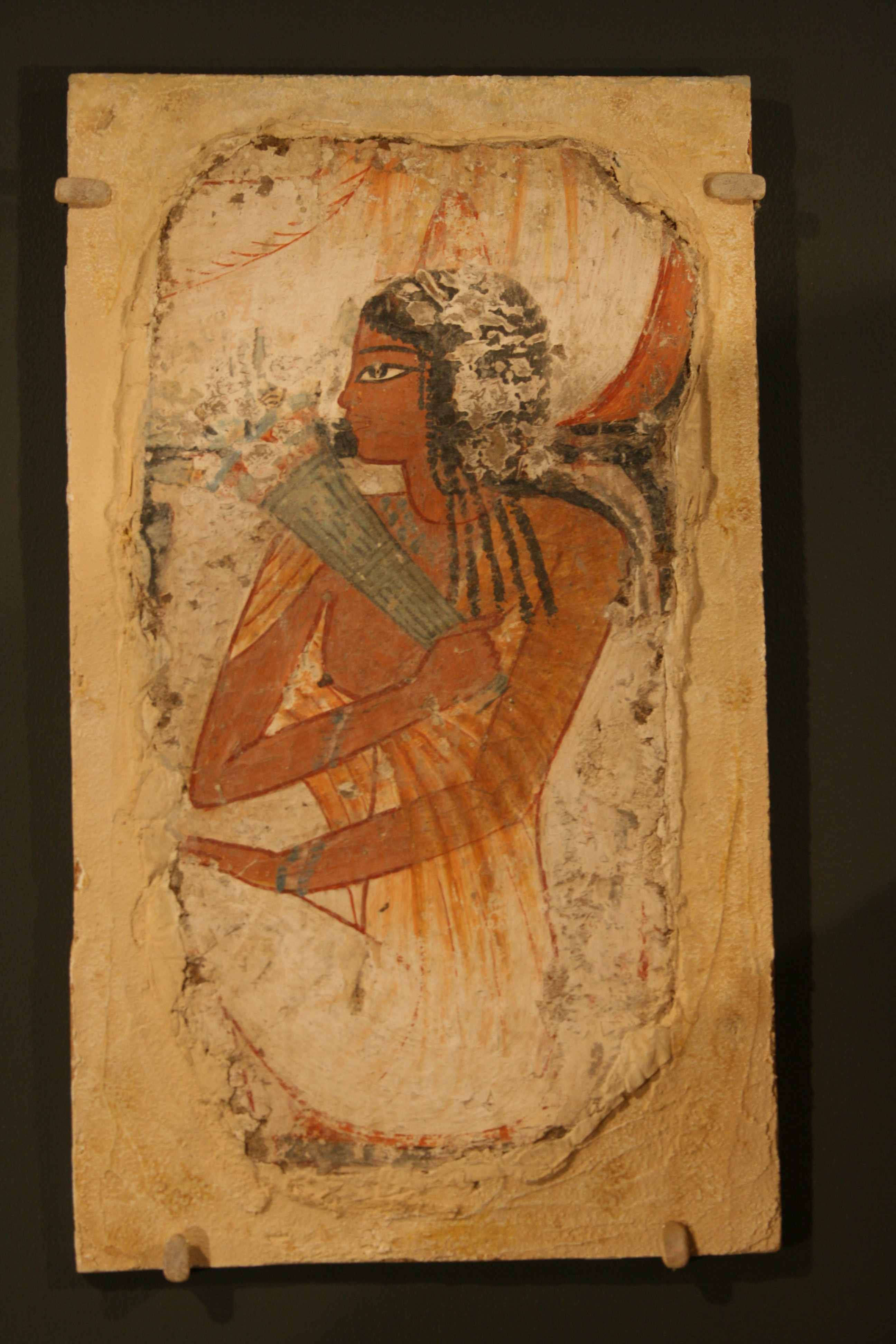
Pittura parietale che raffigura una giovane ancella seduta con fiori di Loto vicino al naso. Conservato al Carlos Museum, Atlanta, Georgia.

Fu sepolto a Sheikh Abd El Qurna, nella vasta necropoli dove erano seppelliti i funzionari vissuti nella XVIII dinastia e XIX dinastia, ma di lui ci sono giunti solo quattro reperti di decorazione parietale, di cui tre custoditi al British Museum e uno ad Avignone, su un totale di undici asportati. I rimanenti risultano scomparsi. La tomba da cui furono asportati i reperti non è stata mai individuata, risultando quindi ancora sconosciuta insieme al nome del proprietario, che convenzionalmente è stato chiamato Nebamon, ma sappiamo per certo che aveva il gusto della raffinatezza.
La tomba era rivestita di stucco che nell'antichità era fatto con un impasto di calce e pozzolana, misto a polvere di marmo o gesso e che risultava così liscio da farne percepire la morbida leggerezza. Successivamente fu decorato con pittura a tempera, dalle tinte vivide e chiare, e con pennellata svelta e sicura motivata dal rapido essiccamento dei colori.

## Scena della caccia
Le decorazioni esprimono l'arte del più esperto dei maestri e la scena della caccia risulta essere uno dei capolavori dell'arte egizia.
Nell'immagine, l'azzurro, tonalità relativamente fredda, dona piacevolezza all'occhio e rende estremamente poetico il paesaggio che risulta leggero nonostante la rappresentazione movimentata. Lo sfondo bianco, che indica la luce, mette in risalto i colori e tutto l'insieme vibra per la gradevole disposizione delle tinte.
In un paesaggio paradisiaco, tra fiori di loto e stormi di uccelli, Nebamon è a caccia di volatili, in piedi su una barca di papiro, mentre con gesto di armoniosa eleganza tiene in una mano il bastone da caccia a forma di serpente stilizzato e nell'altra tre aironi da richiamo, scena questa che simboleggia il dominio sui pericoli del viaggio notturno nell'oltretomba.
Sulla barca, Nebamon non è solo perché è in compagnia della moglie, adorna di belle vesti e con il cono di profumo sulla testa. La donna ha un mazzo di fiori elegantemente legato mentre regge un sistro con la mano formando così un'immagine ricca di fascino e gioia di vivere. Vi è anche la giovane figlia, dal corpo delicato, inginocchiata mentre coglie un fiore di loto, simbolo di rinascita.
Avanti al defunto vi sono l'oca domestica, che serviva per attirare quelle selvatiche e il gatto di famiglia, lievemente maculato, perso nella confusione della turbinante moltitudine di uccelli e farfalle, mentre prende al volo tre volatili. Un recente restauro ha rivelato che gli occhi del gatto erano d'oro ed è quindi la riproduzione del Grande gatto di Eliopoli  che sconfigge il serpente Apopi.

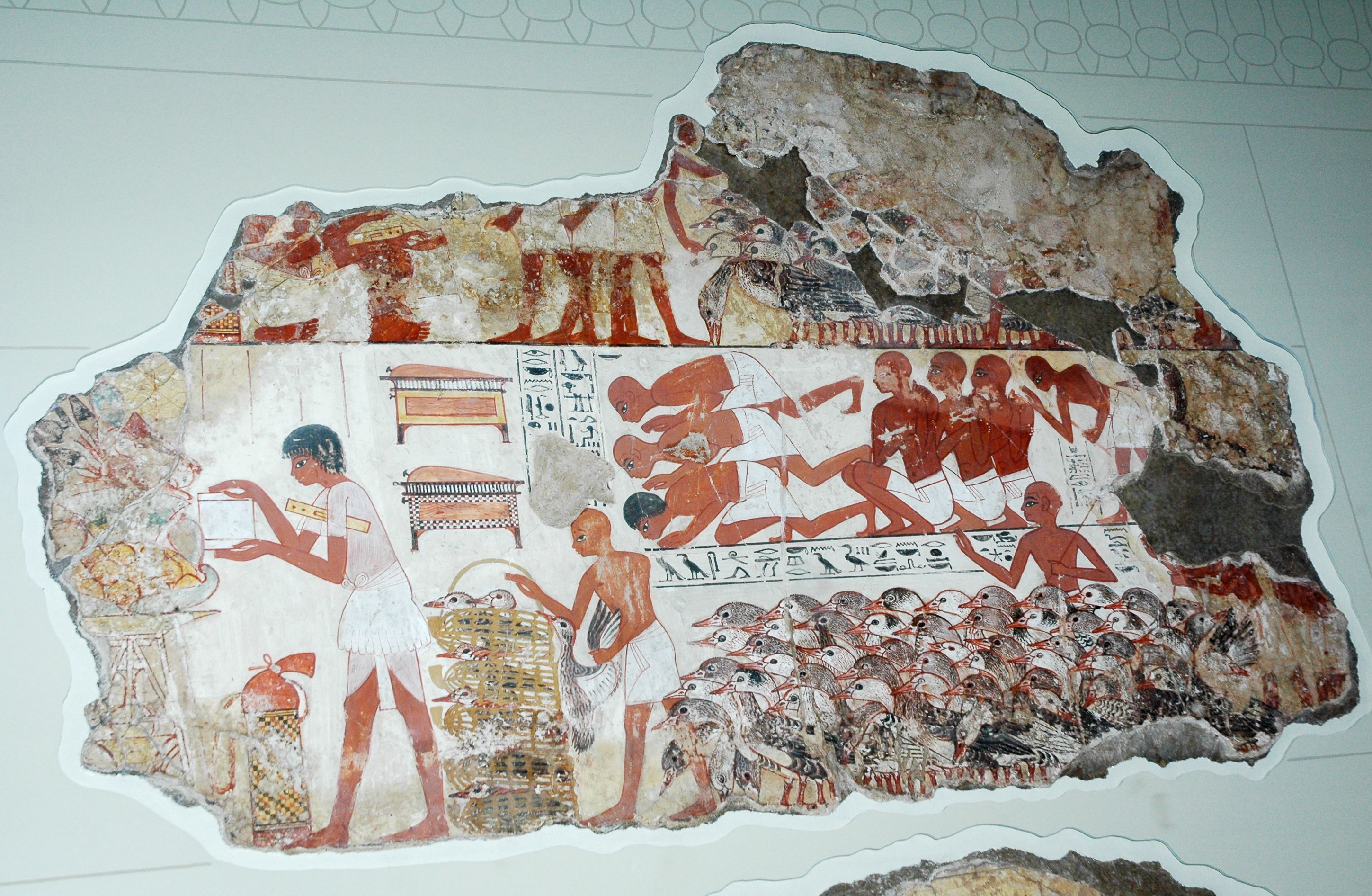
Censimento delle oche

Sotto la barca, nuotano tranquilli numerosi pesci, perfettamente disegnati e simbolo di rigenerazione mentre si intravede, sulla sinistra dell'immagine, un'asta pronta a colpire.
Sopra il canneto e le piante di papiro, numerose specie selvatiche si alzano in volo simboleggiando il dissolvimento dei pericoli che impedivano a Nebamon di raggiungere i Campi di Iaru, ma con un attento esame si può notare che alcuni animali non volano perché devono difendere le loro uova nel nido, indicando così il rinnovamento della vita dopo la loro morte per mano di Nebamon.

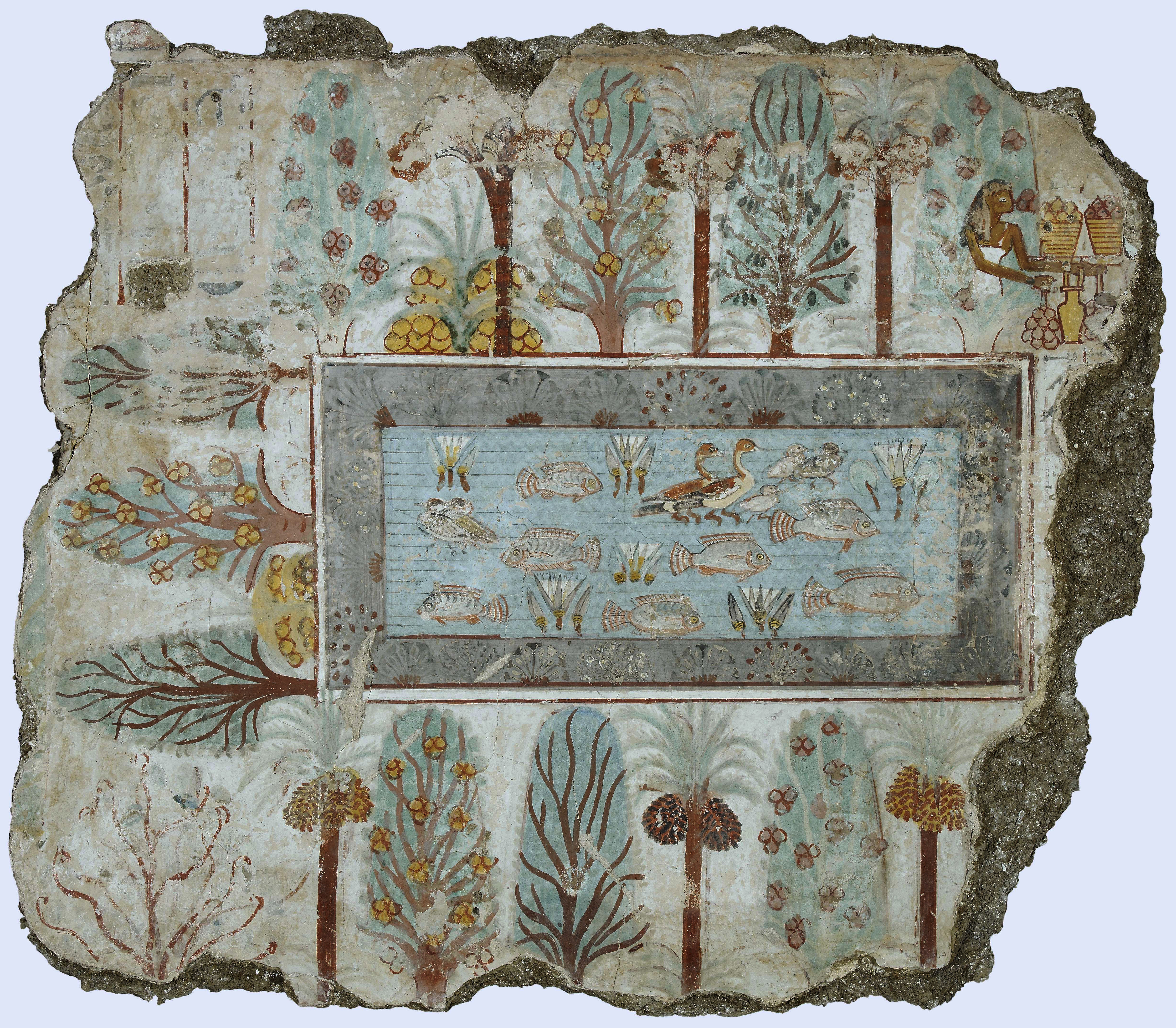
giardino di Nebamon

## Giardino ideale
Altro stupendo reperto, sempre proveniente dalla tomba, è il giardino ideale del defunto, provvisto di alberi, uccelli, pesci e fiori.
Nell'antico Egitto, il giardino era un luogo molto importante simbolo di vita e il lago sempre presente, oltre ad essere una scorta d'acqua, rappresentava l'oceano primordiale Nun.
Nel giardino di Nebamon, come si può vedere dall'immagine, gli alberi sono disposti ordinatamente poiché rappresentano la Maat che vince Caos  nell'ordine cosmico.
Ci sono palme, albero importante in Egitto perché utilizzato sotto molti aspetti, e sicomori dedicati alla dea Hathor, chiamata anche "Signora del sicomoro".
La prospettiva è composta ed è rappresentativa dell'arte egizia dove gli alberi inferiori sono più vicini all'osservatore e quelli della parte superiore più lontani.
Gli alberi saranno rappresentati successivamente, sempre nel culto funerario, come dispensatori di acqua al defunto.
Alcune ninfee galleggiano sull'acqua disegnate nei minimi particolari e sono il loto bianco e quello azzurro. La ninfea rosa comparirà molto più tardi durante la dinastia macedone.
La fauna ittica è rappresentata così fedelmente da poterne individuare la specie come nel caso della Tilapia nilotica ed anche gli uccelli sono disegnati con grande maestria.
In alto a destra una donna raccoglie i frutti del giardino ed è raffigurata con il volto di profilo.

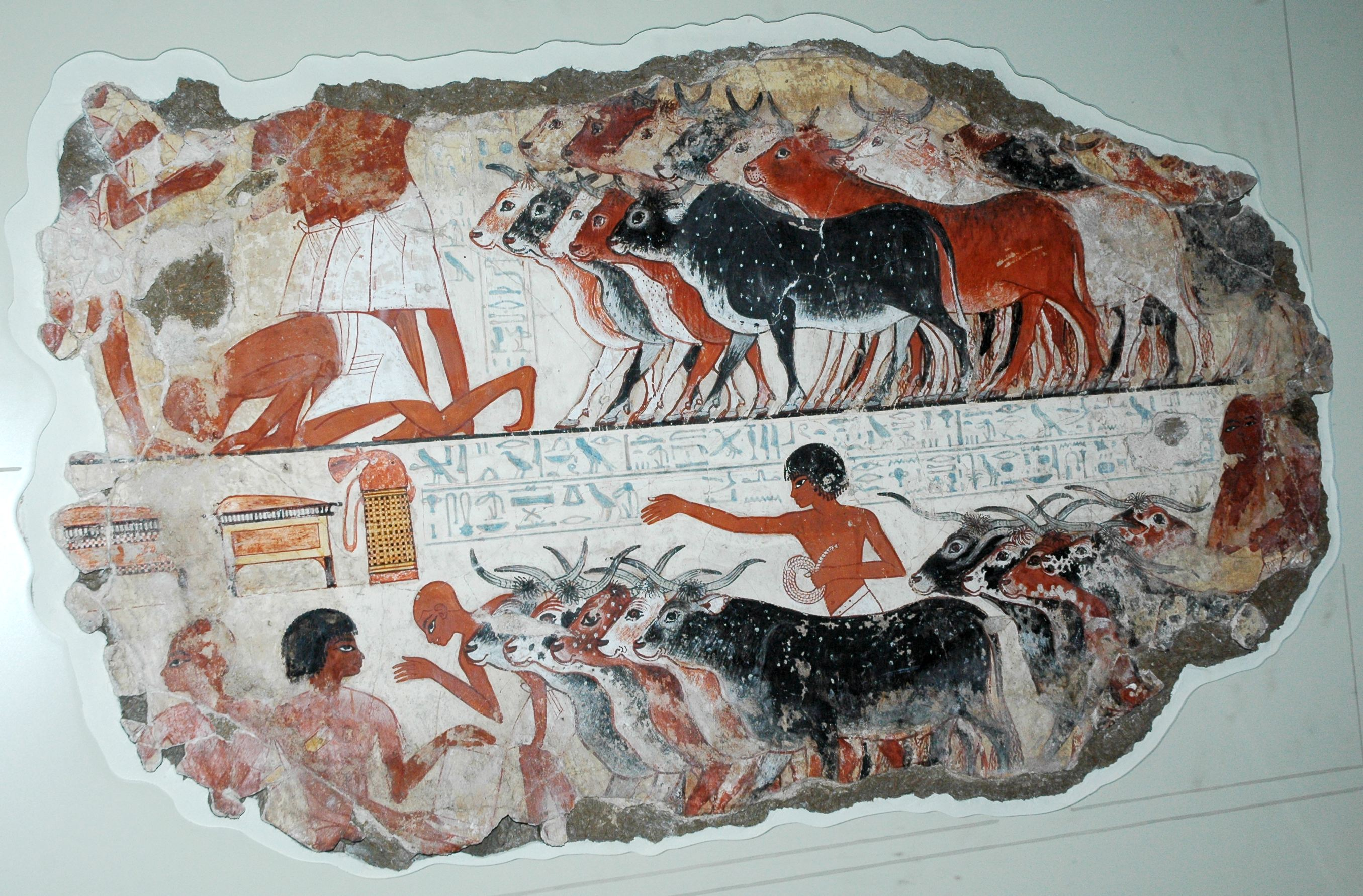
Censimento dei bovini

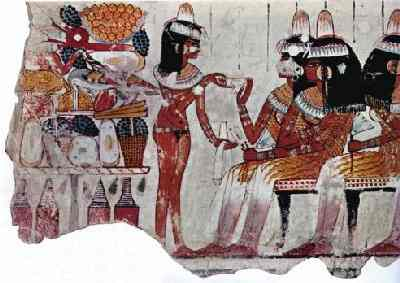
Ospiti assistiti da giovane domestica

## Altri reperti
Altri reperti pervenuti, sempre dalle pareti della tomba, rappresentano scene di vita quotidiana, anche queste uniche nella loro bellezza pur trattandosi di una semplice ispezione ai bovini e censimento delle oche eseguiti da uno scriba nella proprietà di Nebamon ma dove gli animali sono raffigurati con estremo realismo ed ogni vacca è diversa dall'altra nella pezzatura.
Ma il capolavoro è nelle numerose oche pervenuteci nel frammento, tutte connotate diversamente e tutte con un piumaggio diverso.

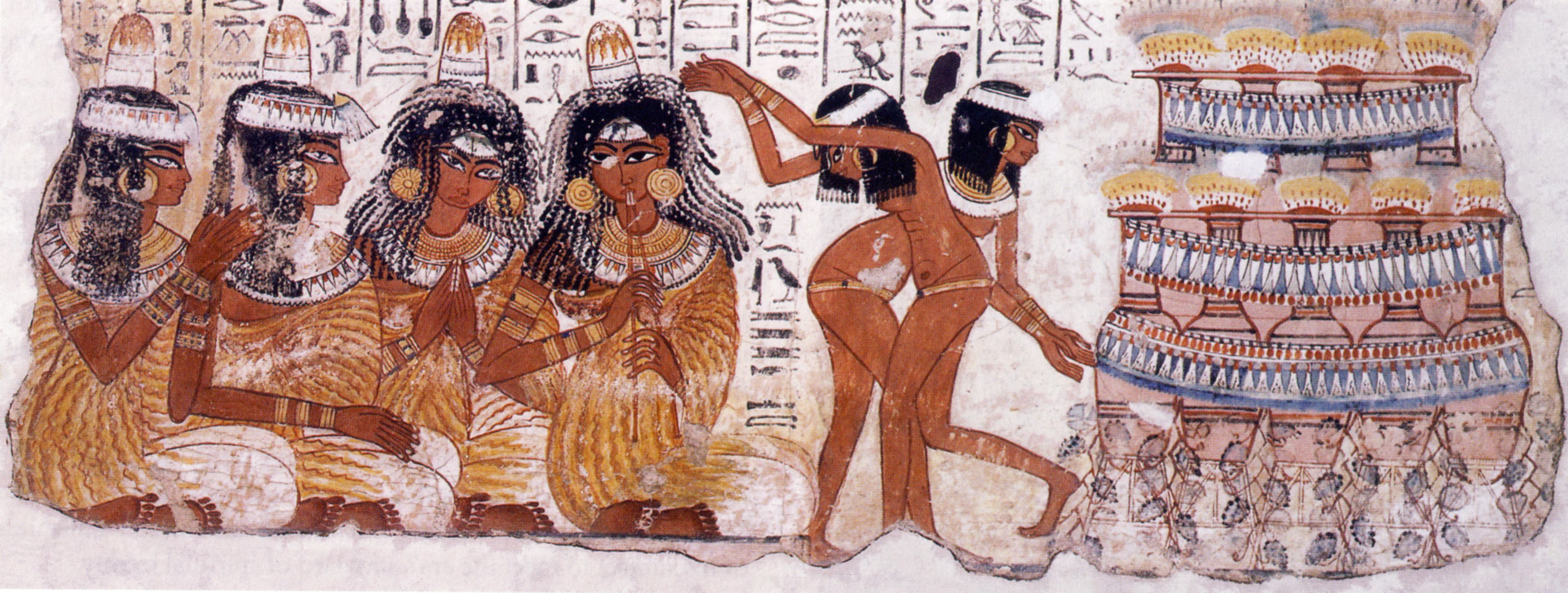
Musicista con flauto a doppio tubo e danzatrici

Non manca una raffigurazione di vita conviviale magistralmente eseguita dall'artista nei minimi dettagli che illustra in un banchetto l'alto status sociale del padrone di casa.
Ogni particolare della scena rivela un'atmosfera sensuale che va dagli abiti succinti e trasparenti alla femminilità delle invitate truccate ed ingioiellate.
Gli ospiti indossano ricche vesti di fine tessuto, parrucche con corone floreali, coni profumati sulla testa e sono adorni di preziosi monili tra i quali le collane usek.
Sono seduti a tavole imbandite con gran varietà di cibi e bevande, sollecitatamente serviti da giovani domestici.
Alcune invitate conversano tra di loro offrendosi boccioli di loto o del cibo mentre altre si scambiano carezze ma ovunque l'erotismo è appena accennato.
Delle musiciste intrattengono gli ospiti suonando strumenti musicali quali un liuto ed un flauto, entrambi molto apprezzati dagli Egizi per l'atmosfera intima che creavano ed erano generalmente usati nei convivi di tipo familiare.
Nel reperto, due figure femminili, vestite solo con una piccola cintura sui fianchi, danzano mentre una fanciulla suona un flauto ed altre tre battono il ritmo con le mani. Sono giovani ed attraenti con vesti trasparenti, particolari nel modello e con acconciature complesse.
La rappresentazione è eccezionalmente inusuale per i canoni artistici e formali dell'epoca perché presenta i volti di due giovani donne non di profilo e con i capelli delle parrucche mossi dai movimenti della testa nel seguire il ritmo brioso della musica.
Un banchetto eterno dove ancora vivono nella realtà di oggi gli invitati di allora e Nebamon l'anfitrione.

## Galleria d'immagini

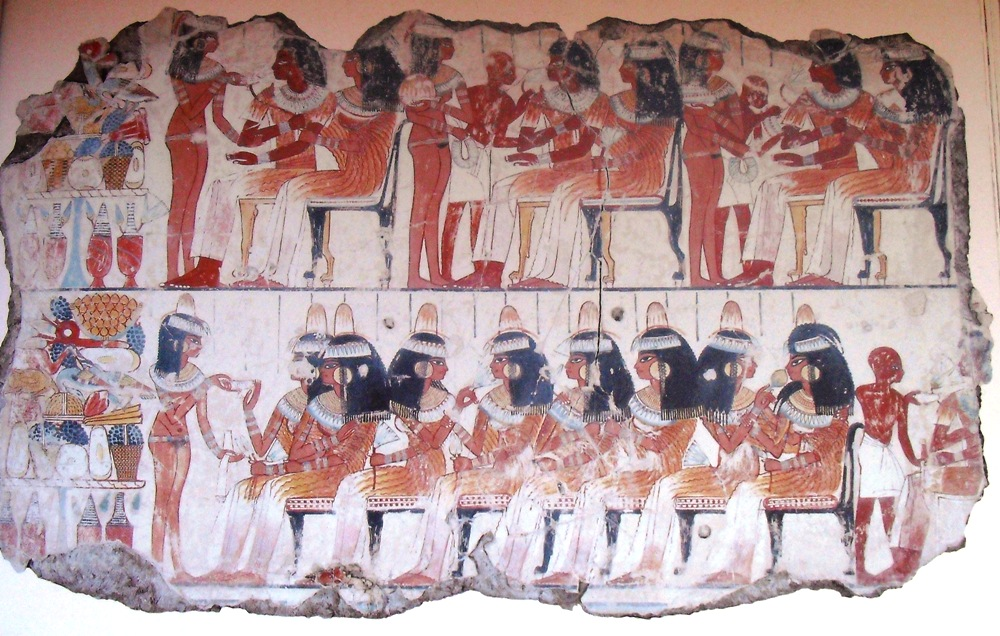
Scena di banchetto
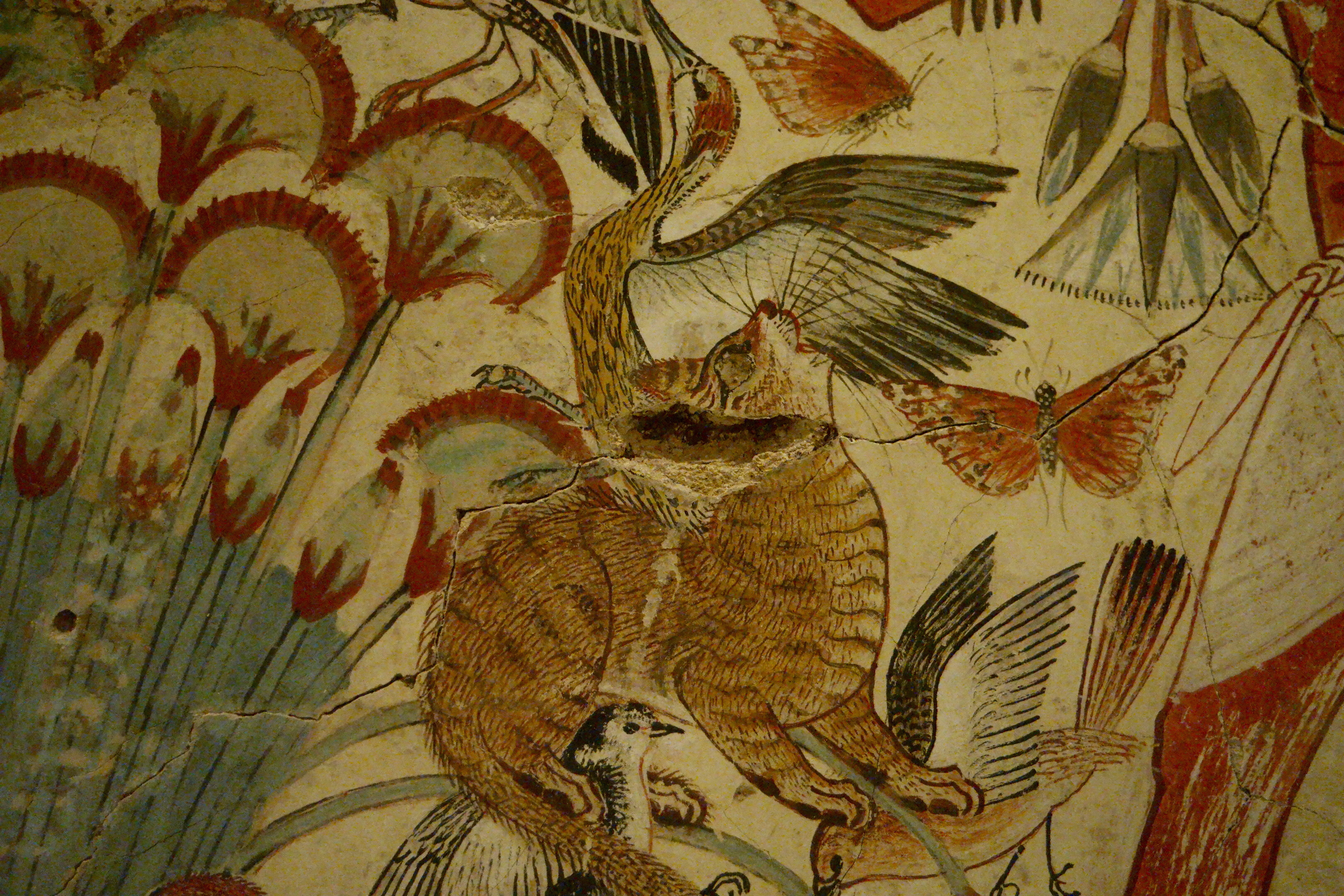
Gatto a caccia di anatre
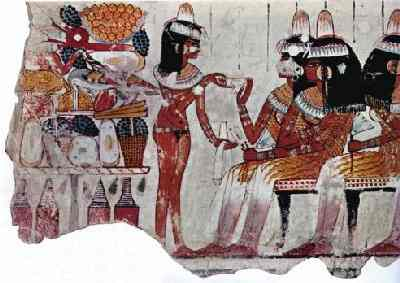
Preparazione di cibi
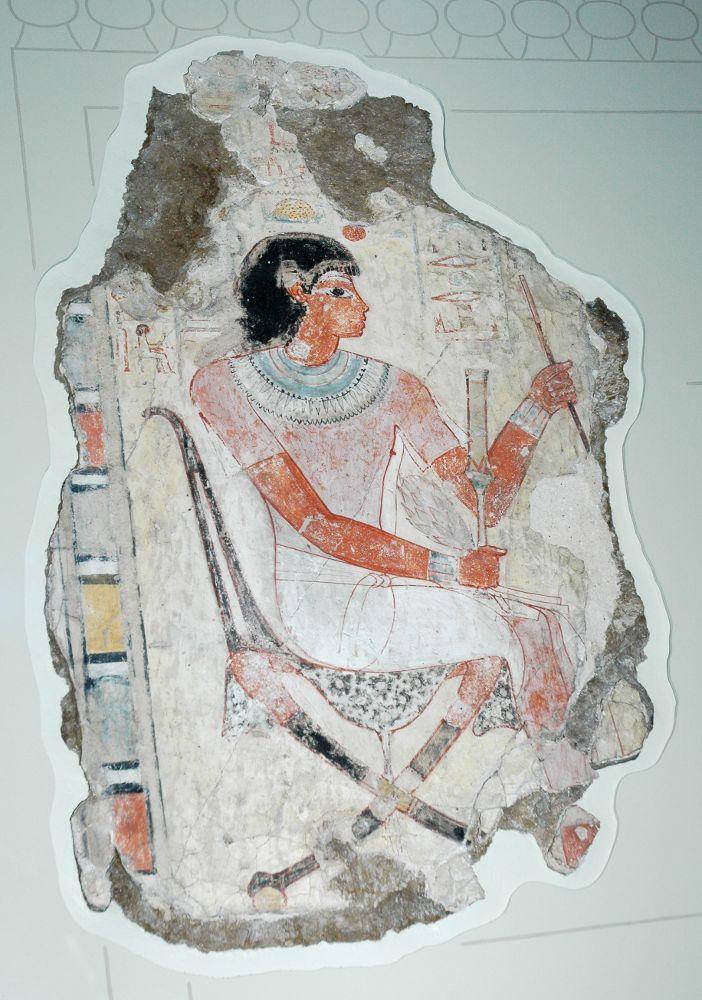
Nebamon sovrintende ai raccolti del dominio (British Museum di Londra, BM EA 37979)
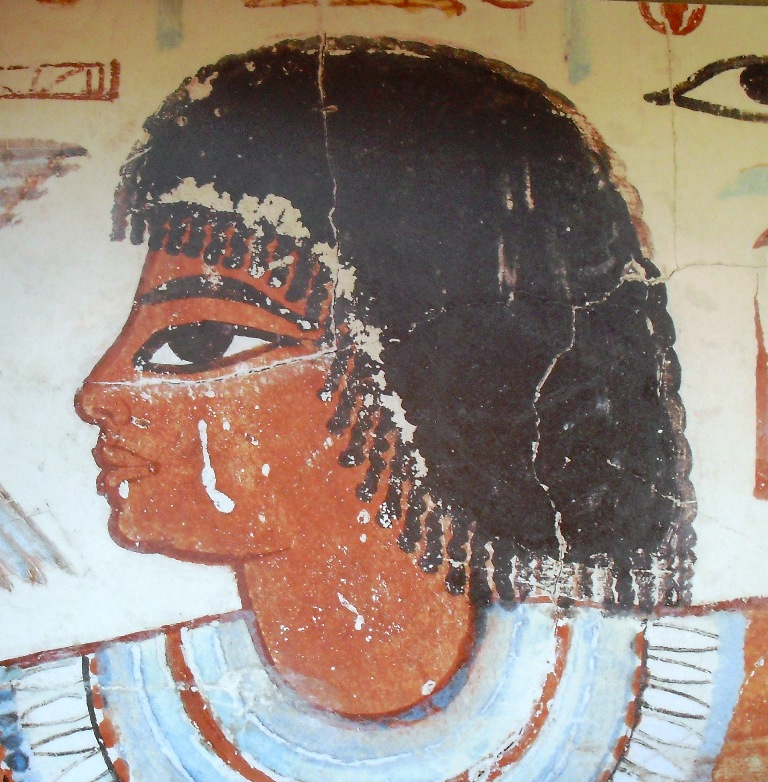
Dettaglio del profilo di Nebamon (British Museum di Londra)
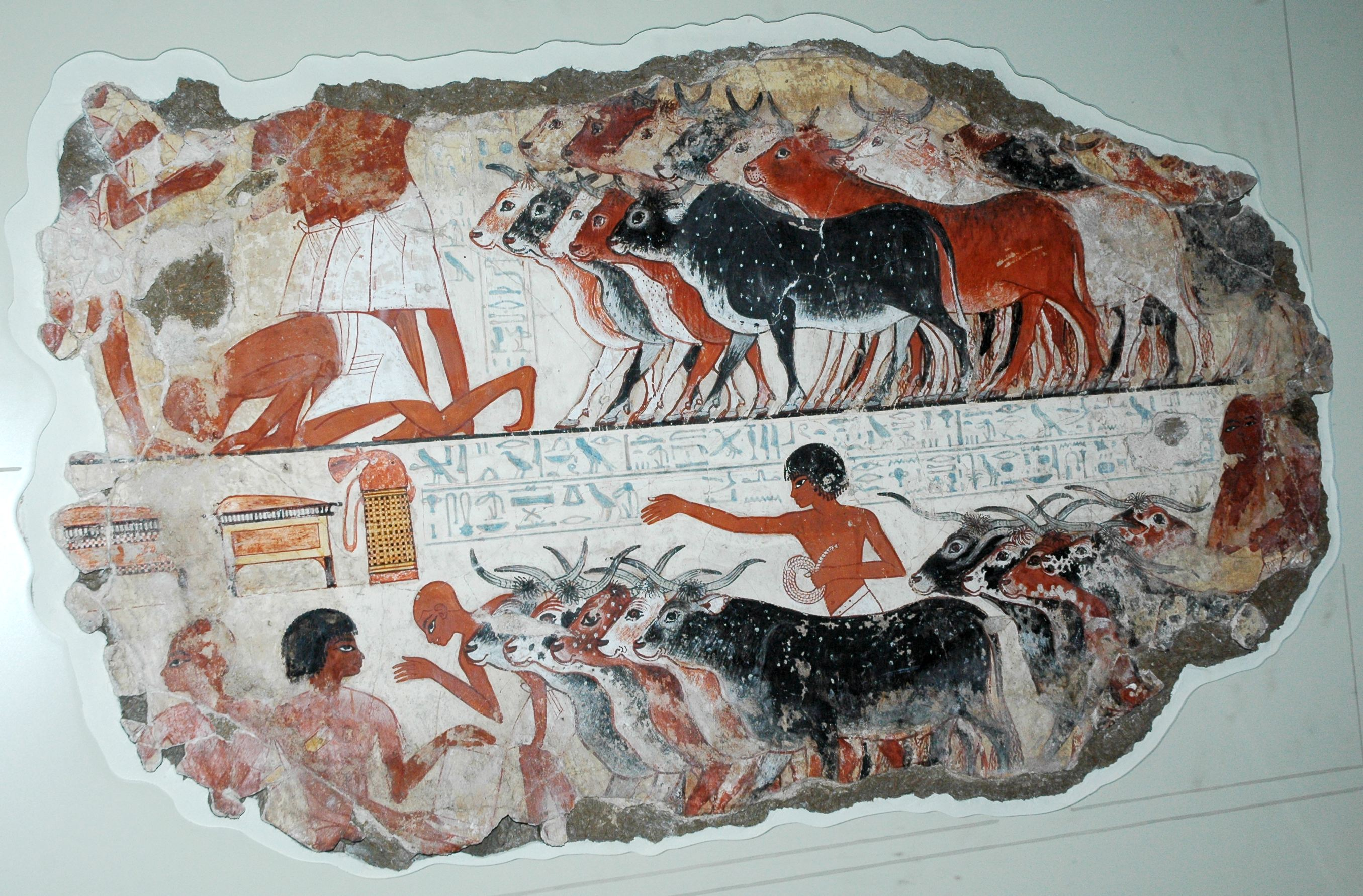
Nebamon sovrintende ai raccolti (British Museum di Londra, BM EA 37976)
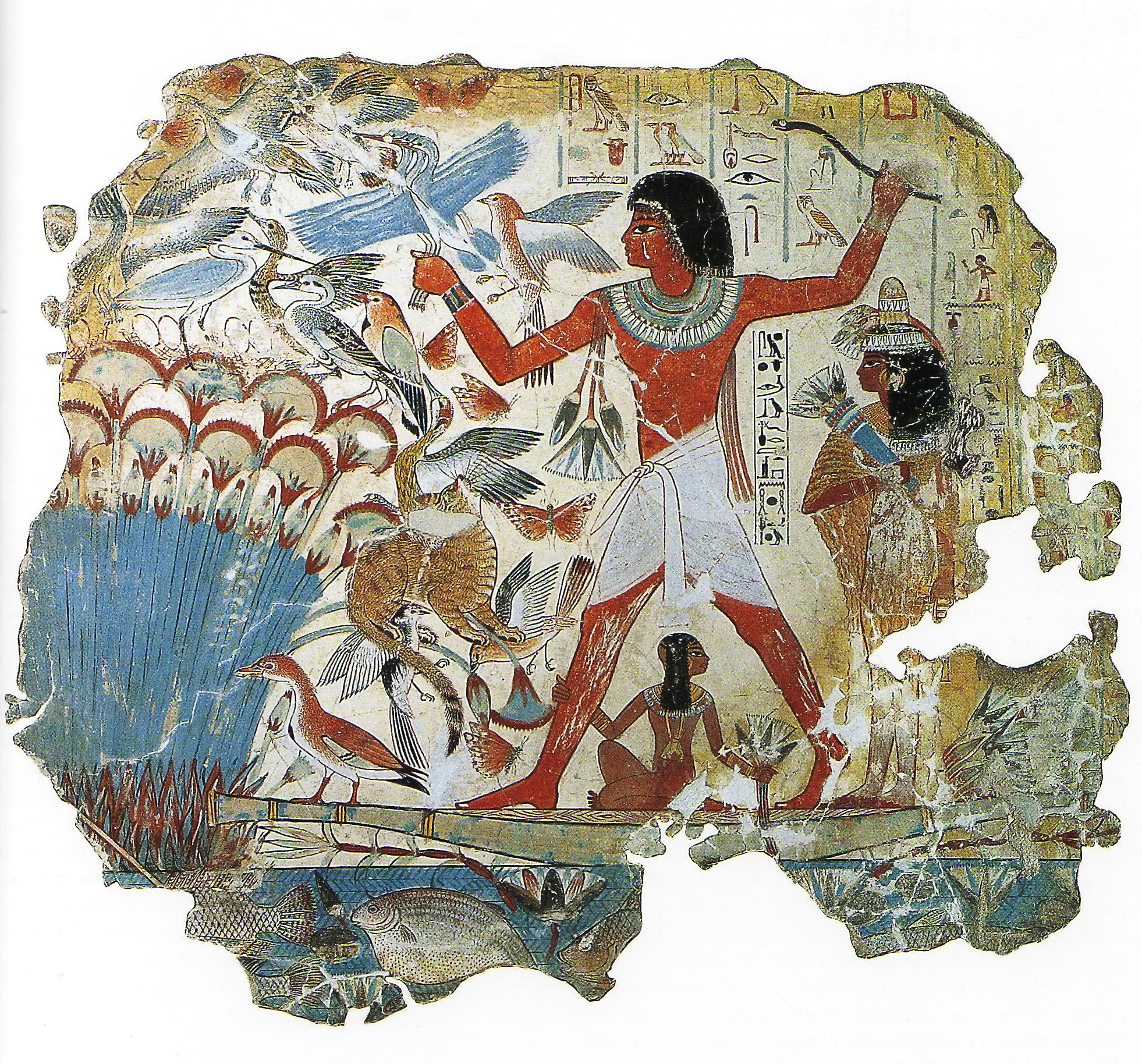
Nebamon a caccia di anatre nelle paludi armato di bastone da lancio
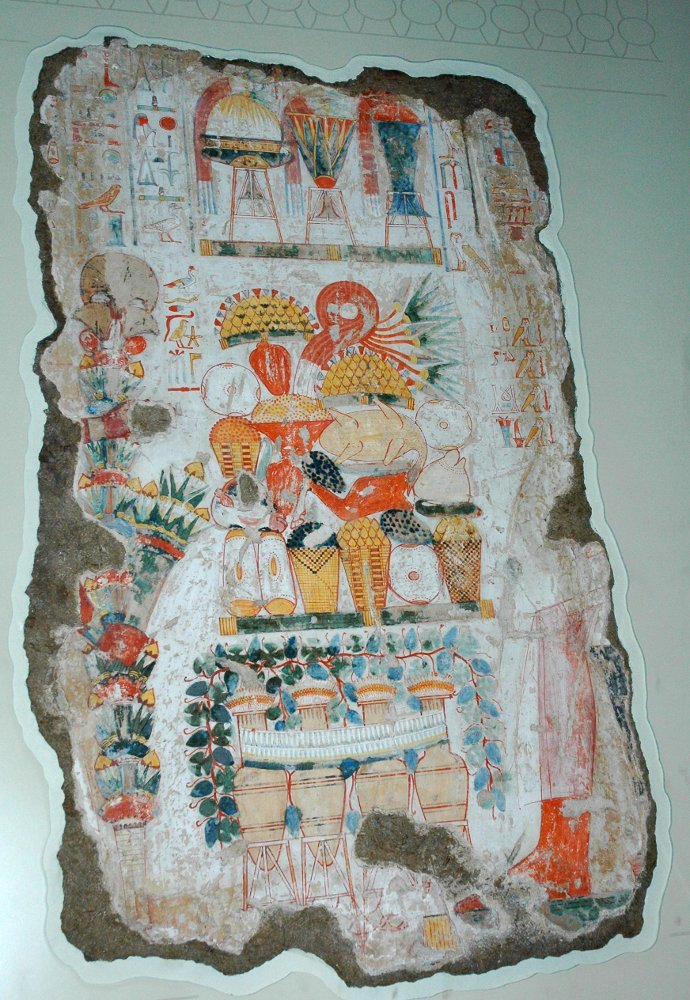
Offerte funerarie
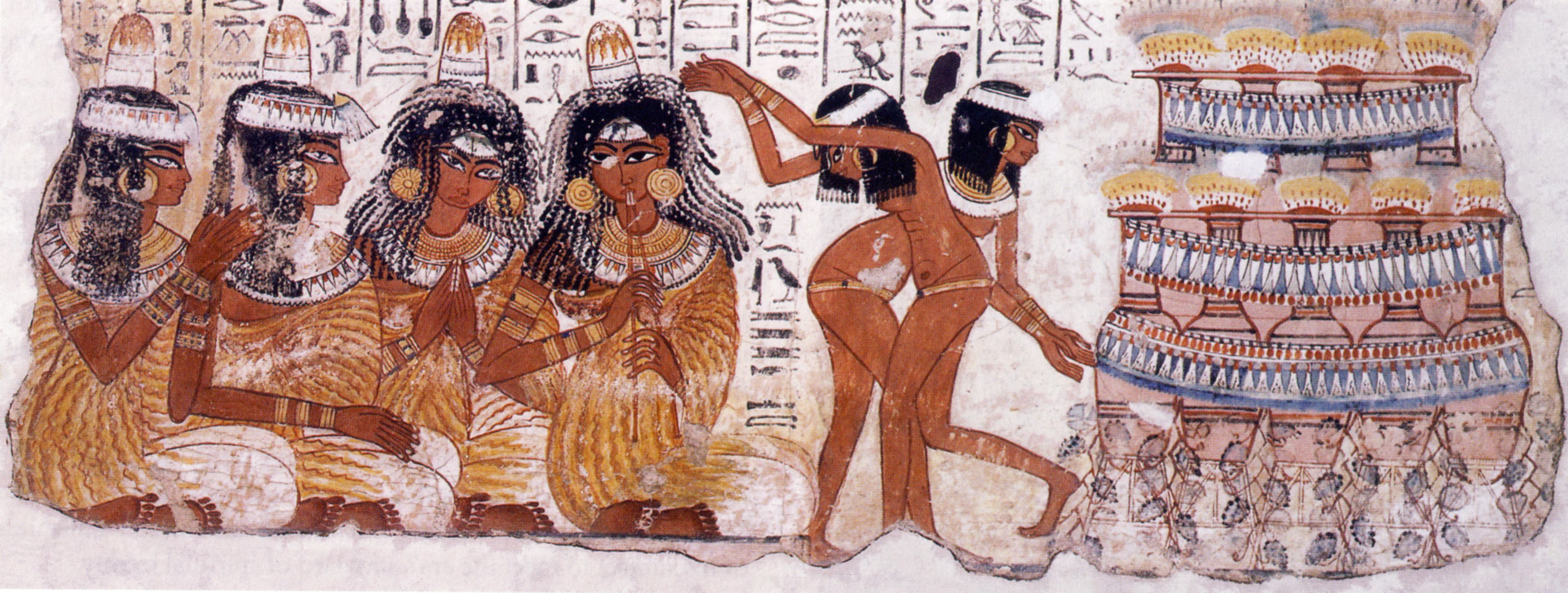
Danzatori e musicisti
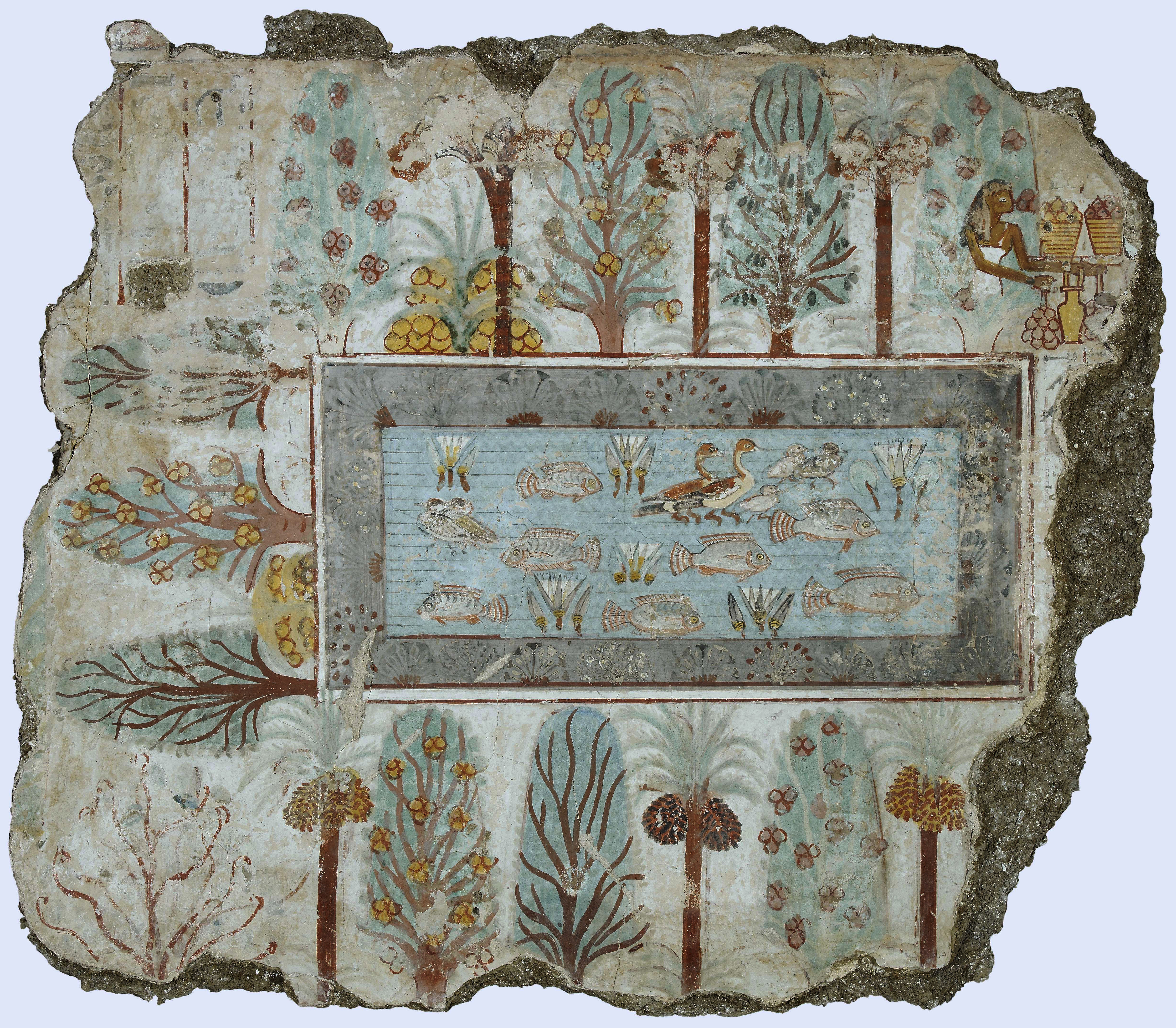
Il lago e il giardino di Nebamon